# Rhadinus tewfiki
Rhadinus tewfiki är en tvåvingeart som beskrevs av Efflatoun 1937. Rhadinus tewfiki ingår i släktet Rhadinus och familjen rovflugor. Inga underarter finns listade i Catalogue of Life.